# Kalijambe (Tarub)
Kalijambe is een bestuurslaag in het regentschap Tegal van de provincie Midden-Java, Indonesië. Kalijambe telt 2547 inwoners (volkstelling 2010).